# Agniopsis flavovittatus
Agniopsis flavovittatus là một loài bọ cánh cứng trong họ Cerambycidae.